# Proailurinae
Proailurinae je vymřelá skupina kočkovitých šelem. Rody Proailurus a Stenogale jsou nejstarší známí kočkovití.

## Rody
- Stenoplesictini
  - Stenoplesictis
  - Palaeoprionodon
- Proailurini
  - Proailurus
  - Stenogale